# Новиков, Кузьма Иванович
Кузьма Иванович Новиков (1903—1983) — старшина Рабоче-крестьянской Красной Армии, участник Великой Отечественной войны, Герой Советского Союза (1944).

## Биография
Кузьма Новиков родился 1 ноября 1903 года на хуторе Смородное (ныне — Курский район Курской области). После окончания начальной школы работал батраком, кузнецом. В 1942 году оказался в оккупации. После освобождения в 1943 году был призван на службу в Рабоче-крестьянскую Красную Армию. С июня того же года — на фронтах Великой Отечественной войны.
К июню 1944 года красноармеец Кузьма Новиков был стрелком 801-го стрелкового полка 235-й стрелковой дивизии 43-й армии 1-го Прибалтийского фронта. Отличился во время освобождения Витебской области Белорусской ССР. 23 июня 1944 года в бою на территории Городокского района Новиков первым ворвался в немецкую траншею, лично уничтожив станковый пулемёт противника. 26 июня 1944 года у деревни Островно Бешенковичского района он сумел вовремя обнаружить готовящегося контратаковать противника, что позволило командованию принять меры к отражению этих контратак.
Указом Президиума Верховного Совета СССР от 22 июля 1944 года за «образцовое выполнение боевых заданий командования на фронте борьбы с немецкими захватчиками и проявленные при этом мужество и героизм» красноармеец Кузьма Новиков был удостоен высокого звания Героя Советского Союза с вручением ордена Ленина и медали «Золотая Звезда» за номером 4143.
После окончания войны в звании старшины Новиков был демобилизован. Проживал на родине, работал председателем колхоза, председателем исполкома сельсовета. Умер 24 марта 1983 года, похоронен в деревне Голубицкое Курского района Курской области.
Был также награждён орденом Красной Звезды и рядом медалей.